# Glyptothorax ngapang
Glyptothorax ngapang är en fiskart som beskrevs av Vishwanath och Irengbam Linthoingambi 2007. Glyptothorax ngapang ingår i släktet Glyptothorax och familjen Sisoridae. IUCN kategoriserar arten globalt som livskraftig. Inga underarter finns listade i Catalogue of Life.